# Dimitrija Čupovski
Dimitrija Čupovski (en macédonien Димитрија Чуповски), né le 8 novembre 1878 à Papradichté (aujourd'hui en Macédoine du Nord) et mort le 29 octobre 1940 à Leningrad (aujourd'hui Saint-Pétersbourg), est un lexicographe et philologue macédonien. Il est l'une des principales figures de la consolidation de l'identité macédonienne.

## Biographie
Dimitrija Čupovski est né en 1878 à Papradichté, village du centre de l'actuelle Macédoine du Nord, dans une famille liée au courant autonomiste macédonien. Après que son village ait été incendié par des kachaks albanais, sa famille déménage à Krouchevo, ville d'origine de sa mère. Il part étudier à Sofia, puis à Belgrade et Saint-Pétersbourg et retourne à Papradichté où il devient instituteur. Arrêté par les autorités ottomanes parce qu'il défend les idées révolutionnaires, il parvient à s'enfuir à Belgrade puis retourne en Russie. Il fait des études aux séminaires de Novgorod et Simféropol puis fonde une société macédonienne à Saint-Pétersbourg en 1902.
Dimitrija Čupovski retourne ensuite en Macédoine et rencontre plusieurs figures autonomistes, comme Petar Pop-Arsov, avec qui il organise en 1912 un congrès sur l'indépendance de la Macédoine. La même année a lieu la Première Guerre balkanique, qui se solde par la fin de la domination ottomane mais le partage de la Macédoine entre la Grèce, la Serbie et la Bulgarie. Dimitrija comprend que ses activités nationalistes seront menacées par les vainqueurs et se tourne vers l'étranger. Il visite ainsi plusieurs pays et expose la situation des Macédoniens. Il publie notamment une carte linguistique de la Macédoine.
Après une vaine tentative de retour en Macédoine en 1916, Dimitrija Čupovski reste en Russie où il prépare un dictionnaire russe macédonien ainsi que divers ouvrages sur la linguistique, l'ethnologie et l'histoire de la Macédoine. Il est mort en 1940 à Leningrad, et lors de ses funérailles, son cercueil est recouvert d'un drapeau macédonien fabriqué en 1914.

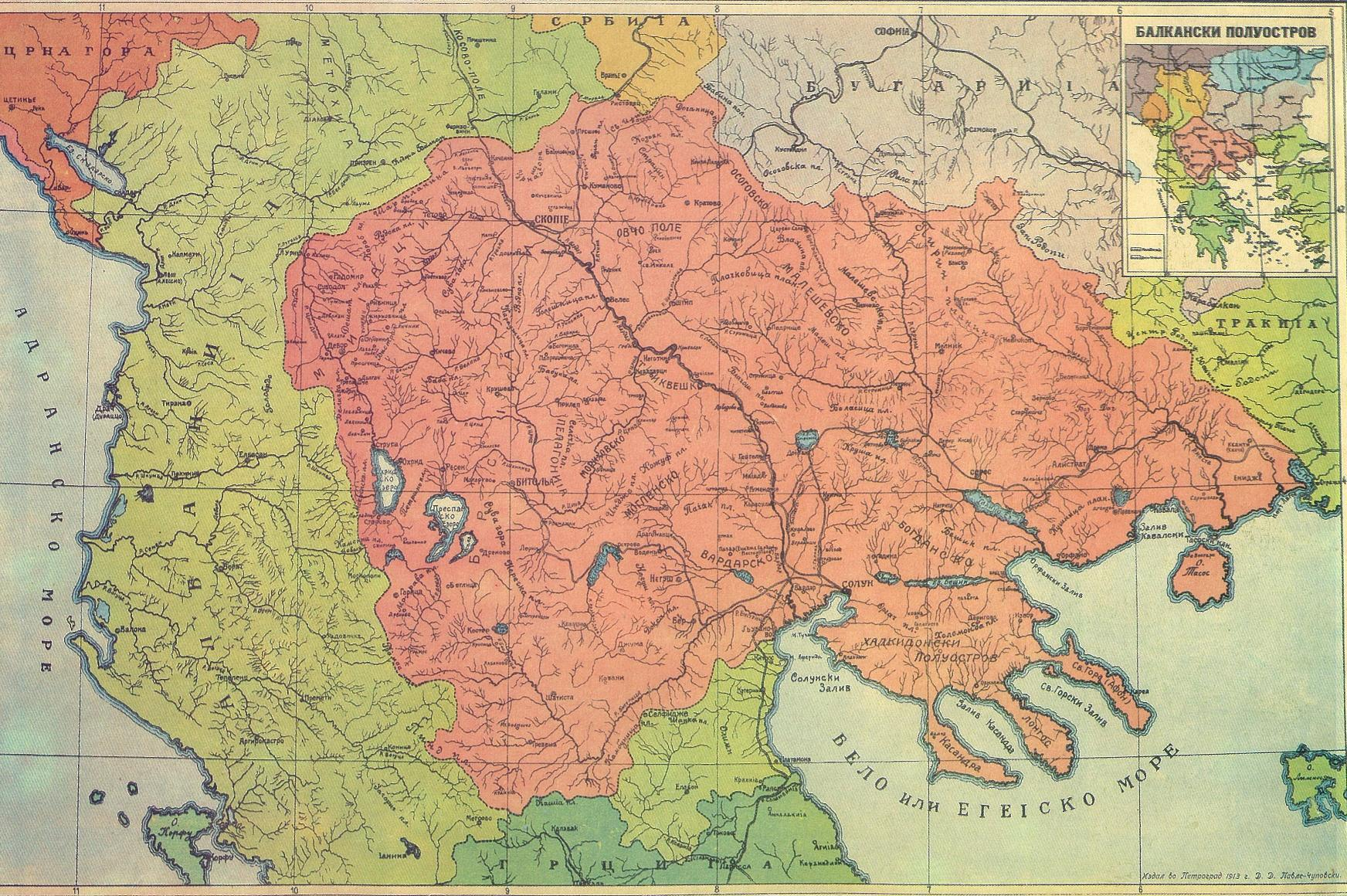
La carte de la Macédoine publiée par Čupovski
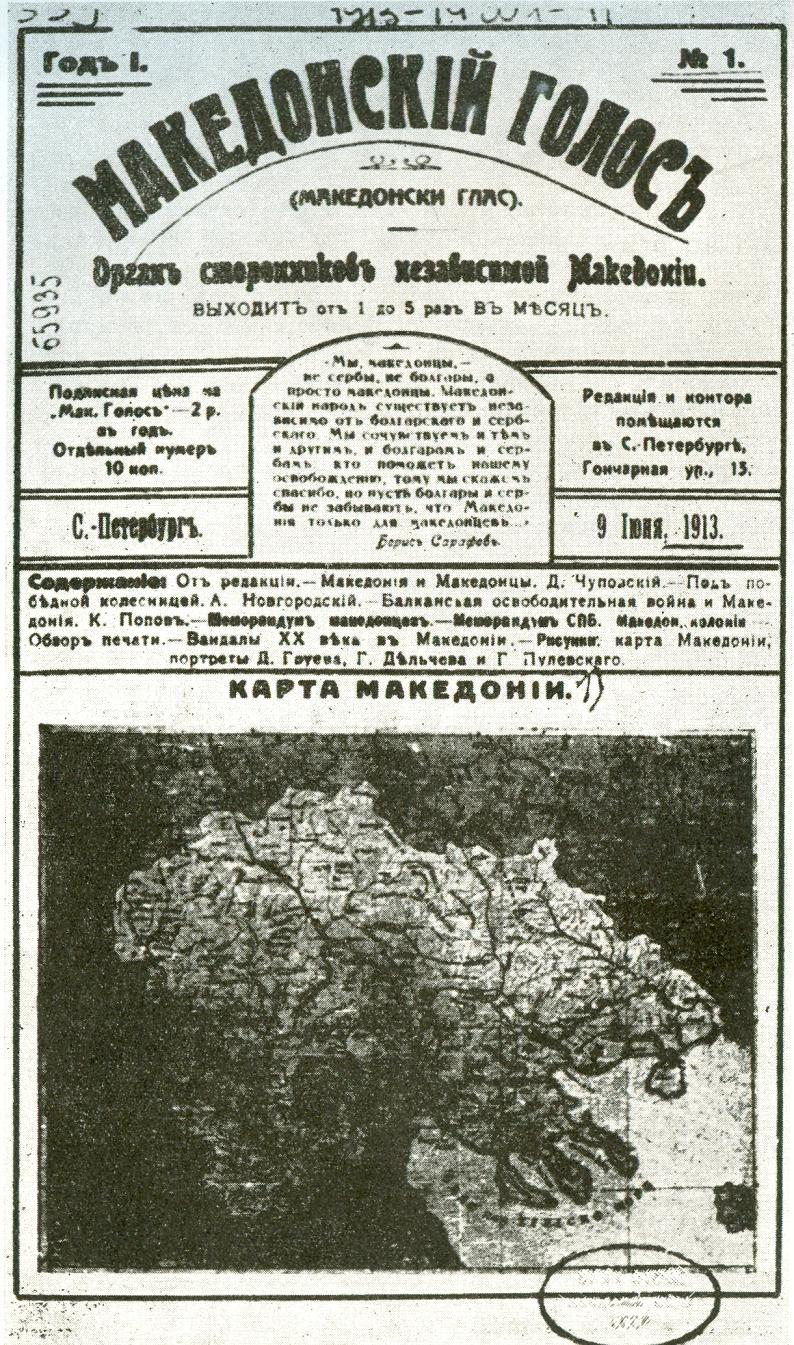
Première édition de la « Voix macédonienne », journal de Saint-Pétersbourg auquel Čupovski a contribué
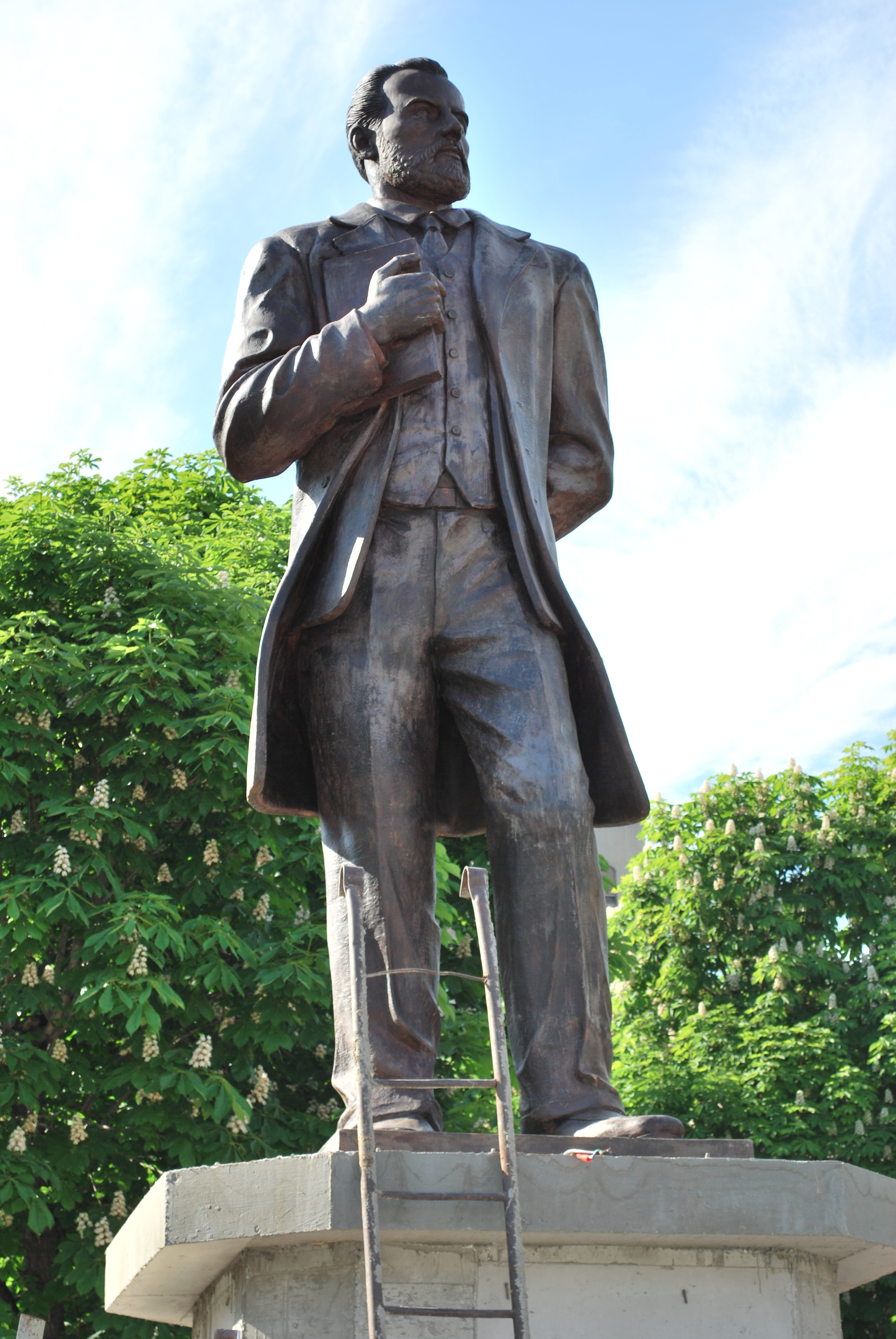
Statue de Čupovski sur la place de Macédoine à Skopje